# WVNY
WVNY est une station de télévision américaine de langue anglaise affiliée au réseau ABC située à Burlington dans l'état du Vermont appartenant à Mission Broadcasting mais opérée par Nexstar Broadcasting Group. Elle diffuse à partir du Mont Mansfield sur le canal VHF 7 (virtuel 22.1) d'une puissance de 10 kW et dessert le grand marché de Burlington (Vermont), Plattsburgh (New York) et étend son signal à Montréal (Québec, Canada). Ses studios sont situés dans ceux de WFFF-TV (Fox) sur Mountain View Drive à Colchester au Vermont. Elle opère aussi trois sous-canaux affiliés aux chaînes Laff, Grit et Quest.

## Histoire
WVNY est entré en ondes le 19 août 1968 au canal 22 et était la première station du marché à diffuser en couleur. En 1971, elle change ses lettres d'appel pour WEZF-TV afin d'être identique à celle de sa station FM. Les lettres d'appel sont revenues à WVNY en 1982. Ses studios étaient situés rue Farrell près de la route Shelburne au sud de Burlington. WVNY était la station d'accueil pour les Jeux olympiques d'hiver de 1980 tenus à Lake Placid (New York).
Avant son lancement, la station WMTW (en) (canal 8, lancée en septembre 1954) située à Poland (Maine) avec son émetteur au sommet du Mont Washington (New Hampshire), la plus haute du Nord-Est des États-Unis, couvrait un grand territoire et était la station du réseau ABC pour le marché. Ces deux stations ABC ont été distribuées sur le câble montréalais jusqu'au début des années 1990.
En 2005, WVNY est devenue une station-sœur de WFFF-TV lorsque Lambert Broadcasting a fait l'acquisition de cette station et a conclu une entente commerciale avec Smith Media afin d'en assurer les opérations. La station a par la suite emménagé ses studios à Colchester.
En 2006, WVNY-DT a été la première station du marché à diffuser en haute définition sur le canal 13. Le 17 février 2009, WVNY a cessé la diffusion en mode analogique au canal 22. Cette fréquence est ensuite occupée par WCAX-TV (CBS) depuis cette date pour diffusion numérique. Dans le cadre d'un programme gouvernemental visant à ré-allouer les fréquences 600 MHz aux services cellulaires impliquant des changements de fréquences, l'émetteur de la station a changé du canal 13 au canal 7 le 3 juillet 2020.
Le 5 novembre 2012, Smith Media a accepté de vendre WFFF à Nexstar Broadcasting Group, alors que WVNY est vendu à Mission Broadcasting, qui est contrôlé par Nexstar dans une entente commerciale similaire.

## Télévision numérique
| Canal virtuel | Image | Ratio | Programmation                       |
| ------------- | ----- | ----- | ----------------------------------- |
| 22.1          | 720p  | 16:9  | Programmation principale WVNY / ABC |
| 22.2          | 480i  | 16:9  | Laff (en)                           |
| 22.3          | 480i  | 16:9  | Grit (en)                           |
| 22.4          | 480i  | 16:9  | Quest (en)                          |

Les sous-canaux Laff et Grit ont été ajoutés le 21 août 2016, et Quest le 21 mars 2018.

## Substitution de canal au Québec
WVNY rejoint le marché Montréalais par antenne et presque tout le Québec par câble. Le marché Montréalais étant beaucoup plus grand que son marché américain, la station compte beaucoup sur ces revenus publicitaires. Lorsqu'une même émission et même épisode sur le réseau ABC est diffusé en même temps sur les chaînes locales CFCF (CTV), CKMI (Global) ou CJNT (City), la substitution simultanée est appliquée sur le câble. Le signal de la station Montréalaise remplaçant celui de WVNY, les abonnés sont privés de voir les publicités et les promos de WVNY et décourage ainsi les annonceurs québécois. La station est dans l'impossibilité de modifier les heures de diffusion des émissions du réseau ABC afin d'éviter la substitution. Ces émissions sont achetées individuellement par les réseaux canadiens.

## Nouvelles
WVNY a tenté à plusieurs reprises depuis les années 1980 de lancer un bulletin de nouvelles locales, mais elle était la seule station sur la bande UHF et faisait face à la compétition de WPTZ (NBC) et WCAX-TV (CBS). Un bulletin de nouvelles a été lancé en août 1999, mais éprouvant de sérieux problèmes financiers, toute l'équipe des nouvelles a été congédié le 12 septembre 2003. Après le déménagement des studios de WVNY dans ceux de WFFF-TV en 2005, Smith Media a annoncé vouloir lancer un bulletin de nouvelles pour les deux stations. Le premier bulletin de nouvelles a eu lieu le 3 mars 2008 tous les soirs à 19 h sous le titre Fox 44 Local News on ABC, évitant la compétition de WPTZ et WCAX à 18 h. Lorsque WFFF a lancé une émission matinale le 18 août 2008, elle inclut aussi des insertions locales sur WVNY durant l'émission réseau Good Morning America. Un bulletin de nouvelles à 23 h sur WVNY a aussi été ajouté par la suite.